# Großglocknerpas
De Großglocknerpas is een 2505 meter hoge bergpas op de grens tussen de Oostenrijkse deelstaten Salzburg en Karinthië. De pas, meestal Hochtor genoemd, maakt deel uit van de Großglockner Hochalpenstraße, een bergweg door het hooggebergte, die beide deelstaten met elkaar verbindt. Eigenlijk ligt de pashoogte op 2575 meter, maar een tunnel op 2505 meter hoogte zorgt voor de feitelijke verbinding tussen Fusch an der Großglocknerstraße via een andere pas, de Fuscher Törl, naar het Karinthische Mölltal.
De pas vormt de scheiding tussen de Centrale Hohe Tauern (Glocknergroep) in het westen en de Oostelijke Hohe Tauern (Goldberggroep) in het oosten.
Arlberg · Bielerhöhe · Brenner · Fern · Flexen · Gerlos · Großglockner · Hahntennjoch · Katschberg · Kühtai · Pfitscherjoch · Plöcken · Radstädter Tauern · Reschen · Seefeld · Sölk · Staller Sattel · Timmelsjoch · Triebener Tauern · Turracherhöhe · Zeinis